# أنطونيو غارسيا توريس
أنطونيو غارسيا توريس (بالإسبانية: Antonio García Torres)‏ هو سياسي مكسيكي، ولد في 11 أكتوبر 1943 في المكسيك. حزبياً، نشط في الحزب الثوري المؤسساتي. وقد انتخب عضو مجلس الشيوخ من المكسيك.